# Thomas Römer (Autor)
Thomas Römer (* 1965) ist ein deutscher Autor und Redakteur im Bereich Fantasy. Er ist zudem bekannt für seine Mitarbeit am Pen-&-Paper-Rollenspiel Das Schwarze Auge (DSA). 

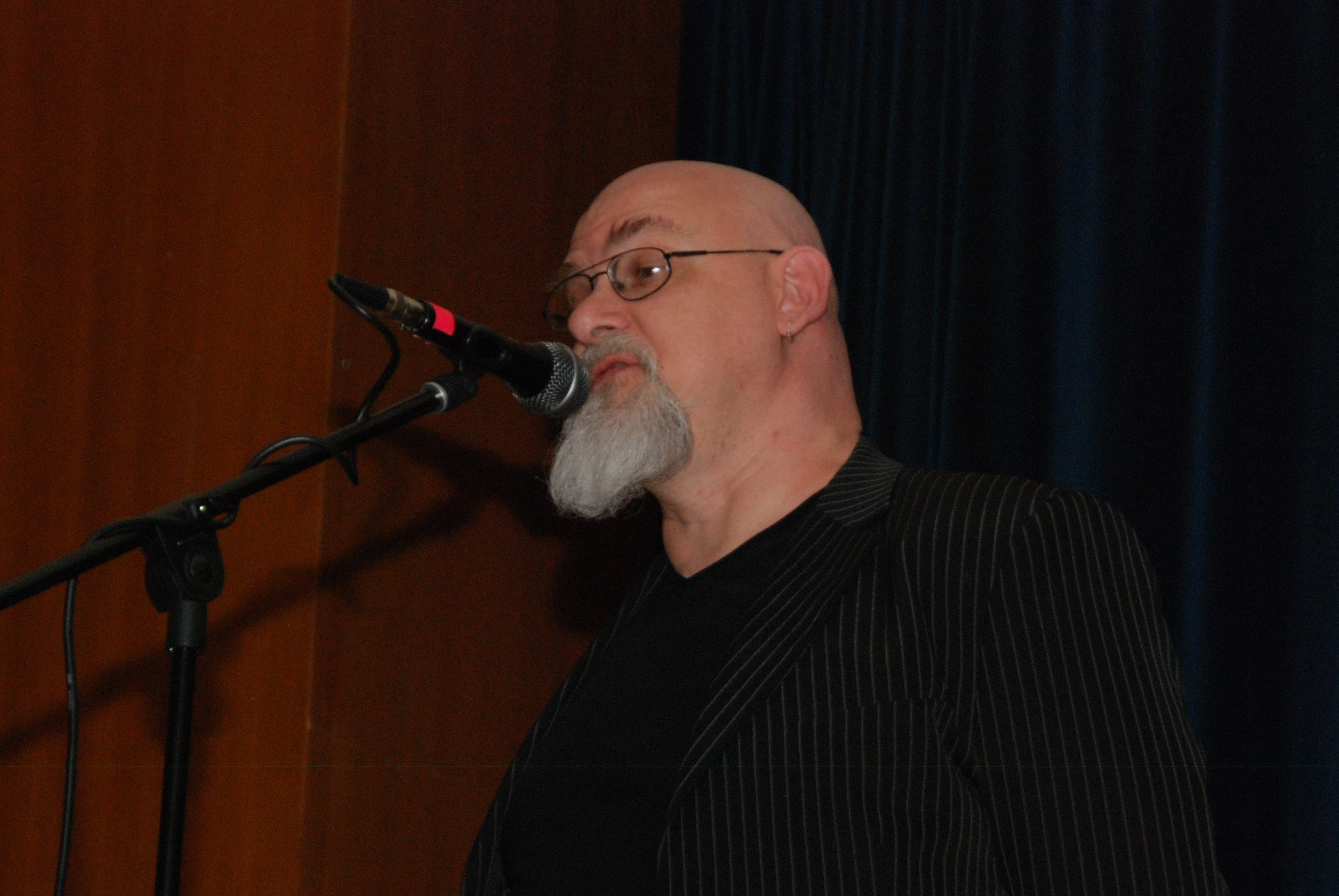
Römer auf dem NordCon 2019

Römer studierte zunächst Astronomie und Physik an der Universität Bochum. Ab 1988 war er als Autor für das Pen-&-Paper-Rollenspiel Das Schwarze Auge (DSA) tätig und an zahlreichen Veröffentlichungen in dieser Reihe beteiligt. Zwischen 1992 und 1997 war er zudem verantwortlicher Redakteur für die deutsche Ausgabe des Rollenspiels Shadowrun, von 1997 bis 2011 Chefredakteur für Das Schwarze Auge bei den Verlagen Fantasy Productions und Ulisses Spiele. Dabei war er für die Redaktion der Regelwerke der 4. Auflage von Das Schwarze Auge (DSA 4) verantwortlich, die nicht mehr in Boxenform, sondern als Hardcover-Bände erschienen (Wege des Schwerts, Wege der Helden, Wege der Zauberei, Wege der Götter sowie das Grundregelwerk Das Schwarze Auge).
Seit 2013 arbeitet Römer als Redakteur für das Fantasy-Rollenspiel Splittermond des Uhrwerk Verlags mit Zuständigkeit für die Spielwelt „Lorakis“.

## Veröffentlichungen
- mit Vera Zingsem und Caryad: Wanderer am Himmel. Die Welt der Planeten in Astronomie und Mythologie. Springer Spektrum, Berlin/Heidelberg 2014, ISBN 978-3-642-55342-4.

Für Shadowrun:
- Deutschland in den Schatten – Autor: Vorlauf, Geschichte, Überblick, Parteien, Wirtschaft, Matrix, Connections, Ausrüstung, Erwachte Wesen. Fantasy Productions, Erkrath 1992, ISBN 3-89064-708-1
- Chrom & Dioxin – Autor: Vorwort, Hardware & Timeline. Fantasy Productions, Erkrath 1996, ISBN 3-89064-727-8

Für Das Schwarze Auge:
- Der Wolf von Winhall. Schmidt Spiele & Droemer Knaur, München 1988, ISBN 3-426-30045-1.
- Staub und Sterne. Vollständig überarbeitete Neuausgabe, Ulisses Spiele, Waldems 2011, ISBN 978-3-940424-58-7.
- Alptraum ohne Ende. 2., inhaltlich unveränderte Ausgabe, Ulisses Spiele, Waldems 1998, ISBN 3-89064-302-7.
- Pforte des Grauens. 2., inhaltlich unveränderte Ausgabe, Ulisses Spiele, Waldems 1999, ISBN 3-89064-314-0.
- mit Hadmar von Wieser: Rohals Versprechen. Fantasy Productions, Erkrath 1998, ISBN 3-89064-329-9.
- mit Christian Lonsing: Aventurisches Arsenal. Ulisses Spiele, Waldems 2008, ISBN 978-3-940424-55-6.
- mit Jörg Raddatz, Anton Weste: Meister der Dämonen. Fantasy Productions, Erkrath 2005, ISBN 3-89064-383-3.